# Довжанське
Довжа́нське — селище в Україні, у Довжанській міській громаді Довжанського району Луганської області. Населення становить 675 осіб.
Попередня назва — Довжа́нський.
Знаходиться на тимчасово окупованій території України.

## Географія
Поблизу селища перед державним кордоном з Росією розташований контрольно-пропускний пункт «Довжанський». До КПП підходять українська дорога М03 та російська дорога М19, обидві є частинами європейського маршруту E50. З російського боку розташований КПП «Новошахтинськ».
Також у селищі розташована залізнична станція 1092 км. У селищі бере початок річка Галута.

## Історія
Під час війни на сході України за контрольно-пропускний пункт біля селища точилися запеклі бої.
12 червня 2020 року, відповідно до Розпорядження Кабінету Міністрів України № 717-р «Про визначення адміністративних центрів та затвердження територій територіальних громад Луганської області», увійшло до складу Довжанської міської громади.
17 липня 2020 року, в результаті адміністративно-територіальної реформи та ліквідації  колишніх Довжанського (1938—2020) та Сорокинського районів, увійшло до складу новоутвореного Довжанського району.

## Населення

### Мова
Розподіл населення за рідною мовою за даними перепису 2001 року:
| Мова            | Кількість | Відсоток |
| --------------- | --------- | -------- |
| російська       | 409       | 60.59%   |
| українська      | 247       | 36.59%   |
| білоруська      | 1         | 0.15%    |
| вірменська      | 1         | 0.15%    |
| румунська       | 1         | 0.15%    |
| інші/не вказали | 16        | 2.37%    |
| Усього          | 675       | 100%     |

За даними перепису 2001 року населення села становило 675 осіб, з них 36,59 % зазначили рідною мову українську, 60,59 % — російську, а 2,82 % — іншу.

## Транспорт
Поруч знаходився зупинний пункт 1092 км, наразі сполучення відсутнє, рейки до кордону з РФ розібрані.